# Kennschalldruck
Der Kennschalldruck (häufig auch als Empfindlichkeit bezeichnet) bei einem Lautsprecher ist derjenige Schalldruckpegel, der beim Anlegen einer konstanten Spannung oder elektrischen Leistung in einem definierten Abstand erzeugt wird. Er wird mit dB SPL (Sound pressure level) angegeben.
Es ist derjenige Schalldruckpegel, den ein Lautsprecher bei einer angegebenen Frequenz einer Sinusschwingung mit zum Beispiel 1 kHz bei Spannungsanpassung (sehr kleiner Quellwiderstand des Verstärkers, also typischer Einsatzfall) bei 1 W elektrischer Eingangsleistung in 1 m Entfernung erzeugt. Die bei einer Nennimpedanz von 8 Ohm hierfür erforderliche Effektivspannung beträgt +9 dBV bzw. 2,83 VRMS.
Zum Beispiel ist der Kennschalldruckpegel eines 8-Ohm-Lautsprechers:
92 dB SPL bei 2,83 Volt bei einer Frequenz von 2 kHz, gemessen in 1 Meter Abstand.
Die eigentlich abgegebene Schallleistung kann bei bekanntem Richtdiagramm durch räumliche Integration errechnet oder im Hallraum gemessen werden.
Für Lautsprecherboxen mit integriertem Verstärker (Aktivlautsprecher) wird der Kennschalldruck ebenfalls für einen bestimmten Eingangspegel angegeben.